# Lyssna till ditt hjärta (Maritza Horn)
"Lyssna till ditt hjärta" är en singel som släpptes 1988. Låten framfördes av Maritza Horn och finns även med på hennes album Morgon i Georgia som utkom samma år. Texten och musiken till albumets alla låtar skrevs av Ulla-Carin Nyquist, utom "Trädet" där musiken skrevs av Claes Wang. Albumet arrangerades och producerades av Claes Wang.
"Lyssna till ditt hjärta" gick in på Svensktoppen från 18 september 1988 och låg kvar på listan i 19 veckor.

### Fotnoter
1. ↑  ”Svensk mediedatabas”. http://smdb.kb.se/catalog/id/001486299. Läst 8 maj 2011.
2. ↑  Svensktoppen - 1988